# John Smith (chef amérindien)
Pour les articles homonymes, voir John Smith et Smith.
Le chef John Smith (probablement né entre 1822 et 1826 et décédé le 6 février 1922) était un Amérindien du peuple Ojibwe (Chippewa) qui vivait dans la région de Cass Lake, dans le Minnesota. En 1920, deux ans avant sa mort, il apparaît comme la figure principale d'une tournée cinématographique aux États-Unis, mettant en vedette des Amérindiens âgés.

## Biographie

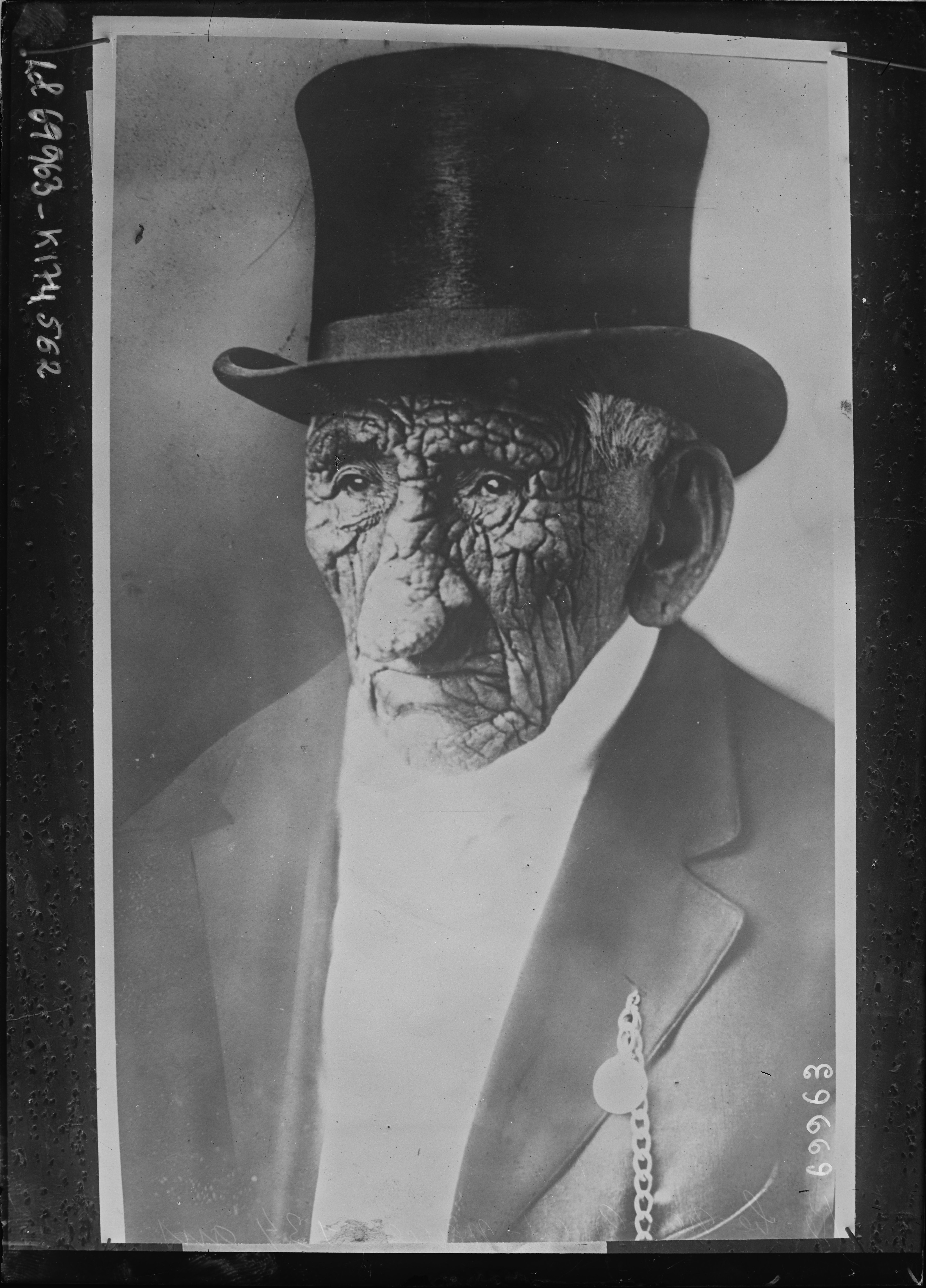
Smith en 1921.

Smith a vécu toute sa vie dans la région de Cass Lake, dans le Minnesota, et était réputé avoir 137 ans lorsqu'il est décédé d'une pneumonie. Il était connu sous le nom de « vieil Indien » par les Américains blancs vivant dans la région. Il avait huit femmes et aucun enfant, à l'exception d'un fils adoptif, nommé Tom Smith.
Des photographes locaux, notamment C. N. Christensen, de Cass Lake, l'ont utilisé comme modèle pour de nombreuses images stylisées de la vie des Ojibwés, qui ont été largement diffusées sous forme de portrait format cabinet et de cartes postales. Smith avait avec lui des cartes de visite de lui-même, les vendant aux visiteurs. Il était connu pour voyager gratuitement dans les trains, à travers les réserves amérindiennes, vendant sa photo aux passagers, et devenant une sorte de célébrité locale.
Smith s'est converti au catholicisme vers 1914 et est enterré dans la section catholique du cimetière de Pine Grove, à Cass Lake.
L'âge exact de John Smith au moment de sa mort a fait l'objet de controverses. Le commissaire fédéral au recensement des Amérindiens Ransom J. Powell a soutenu que « c'était la maladie et non l'âge qui l'avait fait ressembler à ce qu'il était » et a fait remarquer que selon les dossiers, il avait 88 ans. Paul Buffalo, qui avait rencontré Smith lorsqu'il était petit, a déclaré qu'il avait entendu à plusieurs reprises le vieil homme déclarer qu'il avait « sept ou huit », « huit ou neuf » et « dix ans » lorsque « les étoiles sont tombées » dans la pluie de météores Léonides du 13 novembre 1833. L'historien local Carl Zapffe écrit :
« Les dates de naissance des Amérindiens vivant au XIXe siècle avaient généralement été déterminées par le gouvernement grâce à l'impressionnante pluie de météorites qui a traversé le ciel américain juste avant l'aube du 13 novembre 1833, inquiétant les peuples civilisés et non civilisés. C'était évidemment la fin du monde ».
Cette estimation liée aux Léonides fait correspondre l'âge le plus élevé de John Smith à possiblement un peu moins de 100 ans au moment de sa mort.

## Références

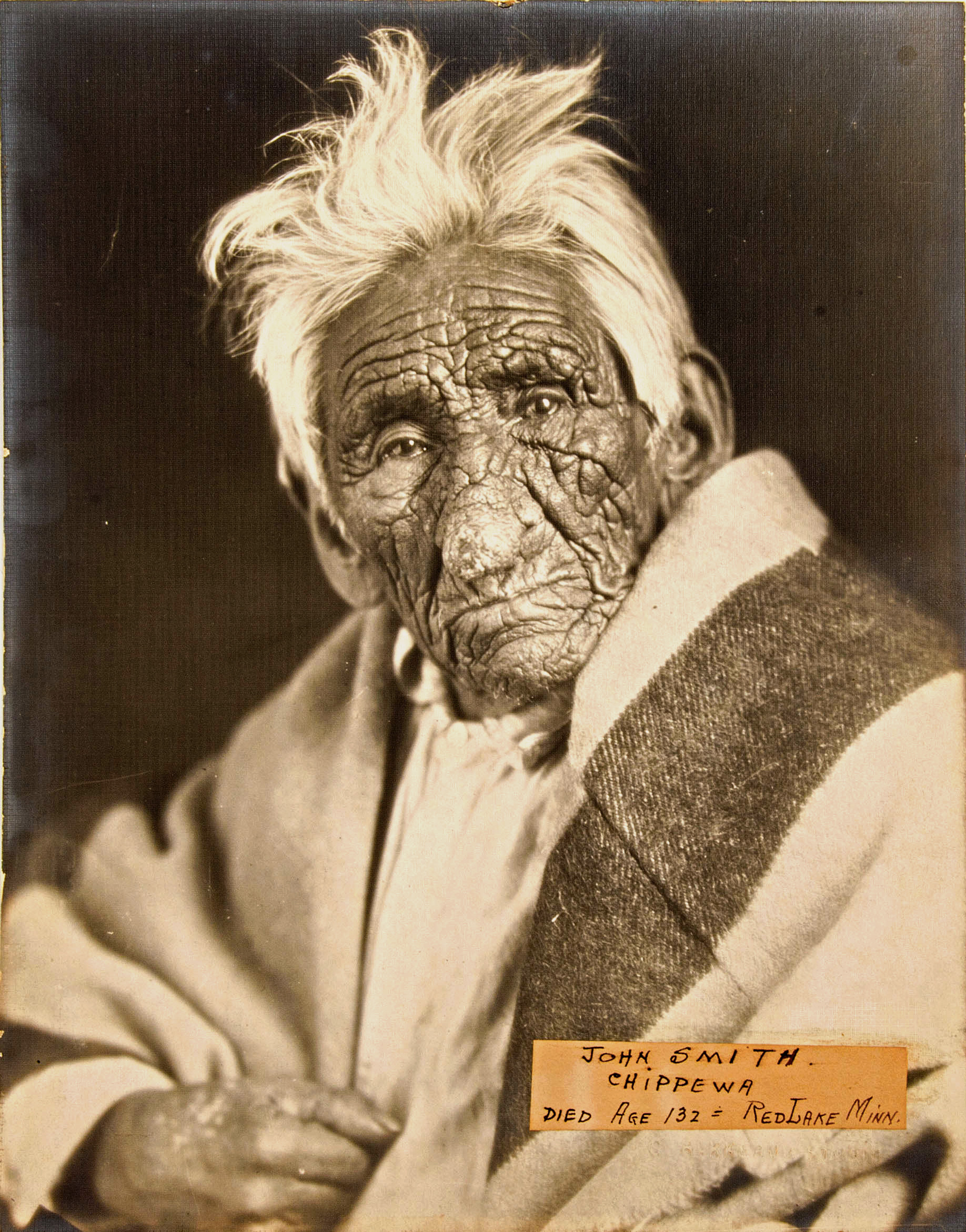
John Smith, au début du XXe siècle.